# دووا
دووا (به لاتین: Dowa, Malawi) یک شهر در مالاوی است که در منطقه مرکزی مالاوی واقع شده‌است.

## خصوصیات
دووا ۶٬۱۷۶ نفر جمعیت دارد.